# Trachycephalus resinifictrix
Trachycephalus resinifictrix is een kikker uit de familie boomkikkers (Hylidae). De soort werd voor het eerst wetenschappelijk beschreven door Emílio Augusto Goeldi in 1907. Oorspronkelijk werd de wetenschappelijke naam Phrynohyas resinifictrix gebruikt.
Trachycephalus resinifictrix komt voor in delen van Zuid-Amerika in de vochtige regenwouden. De kikker bereikt een lichaamslengte tot ongeveer acht centimeter. Onder stress scheidt deze kikker een melkachtige vloeistof uit. De kikker leeft voornamelijk van kleine ongewervelden zoals insecten.